# Anton Ziemlanuchin
Anton Aleksandrowicz Ziemlanuchin (ros. Антон Александрович Землянухин; ur. 11 grudnia 1988 w Kancie) – kirgiski piłkarz grający na pozycji ofensywnego pomocnika. Od 2018 jest zawodnikiem klubu Ilbirs Biszkek.

## Kariera piłkarska
Swoją karierę piłkarską rozpoczął w klubie Muras-Sport Biszkek, w którym w 2006 roku zadebiutował w pierwszej lidze kirgiskiej. W 2007 roku grał w zespole Abdysz-Ata Kant i wywalczył z nim wicemistrzostwo oraz Puchar Kirgistanu.
W 2007 roku przeszedł do tureckiego Giresunsporu, grającego w TFF 1. Lig. Zadebiutował w nim 7 października 2007 w przegranym 1:2 domowym meczu z Eskişehirsporem. W 2009 roku wypożyczono go do Abdysz-Aty Kant, z którym został wicemistrzem Kirgistanu i sięgnął po tamtejszy puchar.
W latach 2010–2011 przebywał na wypożyczeniu w kazachskim FK Taraz. Swój debiut w nim zaliczył 22 marca 2010 w przegranym 0:1 wyjazdowym meczu z Tobołem Kustanaj. W latach 2011–2012 przebywał na wypożyczeniu w Abdysz-Ata Kant. Zdobył z nim Puchar Kirgistanu w 2011 roku.
W 2012 roku przeszedł do FK Aktöbe. Zadebiutował w nim 24 czerwca 2012 w wygranym 1:0 domowym meczu z Szachtiorem Karaganda. W sezonie 2013 wywalczył z Aktöbe mistrzostwo Kazachstanu.
W połowie 2013 roku został piłkarzem Kajratu Ałmaty. Swój debiut w Kajracie zaliczył 13 lipca 2013 w zremisowanym 1:1 domowym meczu z Szachtiorem Karaganda. W Kajracie grał przez pół roku.
W 2014 roku przeszedł do Kajsaru Kyzyłorda. Zadebiutował w nim 15 marca 2014 w zwycięskim 1:0 domowym spotkaniu z Ordabasami Szymkent. W Kajsarze grał przez rok.
Na początku 2015 roku przeszedł do serbskiego klubu Radnički Nisz. W Radničkim zadebiutował 23 lutego 2015 w zremisowanym 0:0 domowym meczu z FK Crvena zvezda. W Radničkim grał do końca 2015.
W 2016 roku trafił do tajskiego Sisaket FC. W nim swój debiut zaliczył 5 marca 2016 w wygranym 2:0 domowym meczu z Sukhothai FC. W Sisaket grał przez sezon.
W 2017 roku podpisał kontrakt z Sukhothai FC. Zadebiutował w nim 12 lutego 2017 w przegranym 0:1 domowym meczu z Nakhonem Ratchasima. W drugiej połowie roku był piłkarzem SKA-Chabarowsk, ale nie zadebiutował w nim.
W 2018 roku przeszedł do FK Atyrau. Swój debiut w nim zanotował 11 marca 2018 w przegranym 1:2 wyjazdowym meczu z Irtyszem Pawłodar. W połowie 2018 wrócił do Kirgistanu i został piłkarzem Ilbirsu Biszkek.
| Sezon   | Klub                | Kraj       | Rozgrywki         | Mecze | Gole |
| ------- | ------------------- | ---------- | ----------------- | ----- | ---- |
| 2006    | Muras-Sport Biszkek | Kirgistan  | Top-Liga          | ?     | ?    |
| 2007    | Abdysz-Ata Kant     | Kirgistan  | Top-Liga          | ?     | ?    |
| 2007/08 | Giresunspor         | Turcja     | TFF 1. Lig        | 12    | 4    |
| 2008/09 | Giresunspor         | Turcja     | TFF 1. Lig        | 19    | 2    |
| 2009    | Abdysz-Ata Kant     | Kirgistan  | Top-Liga          | ?     | ?    |
| 2009/10 | Giresunspor         | Turcja     | TFF 1. Lig        | 1     | 0    |
| 2010    | FK Taraz            | Kazachstan | Priemjer Ligasy   | 28    | 7    |
| 2011    | FK Taraz            | Kazachstan | Priemjer Ligasy   | 6     | 0    |
| 2011    | Abdysz-Ata Kant     | Kirgistan  | Top-Liga          | ?     | ?    |
| 2012    | Abdysz-Ata Kant     | Kirgistan  | Top-Liga          | ?     | ?    |
| 2013    | FK Aktöbe           | Kazachstan | Priemjer Ligasy   | 7     | 1    |
| 2013    | Kajrat Ałmaty       | Kazachstan | Priemjer Ligasy   | 5     | 1    |
| 2014    | Kajsar Kyzyłorda    | Kazachstan | Priemjer Ligasy   | 21    | 4    |
| 2014/15 | Radnički Nisz       | Serbia     | Super liga Srbije | 11    | 1    |
| 2015/16 | Radnički Nisz       | Serbia     | Super liga Srbije | 16    | 4    |
| 2016    | Sisaket FC          | Tajlandia  | Premier League    | 23    | 8    |
| 2017    | Sukhothai FC        | Tajlandia  | Premier League    | 11    | 2    |
| 2017/18 | SKA-Chabarowsk      | Rosja      | Pierwyj diwizion  | 0     | 0    |
| 2018    | FK Atyrau           | Kazachstan | Priemjer Ligasy   | 4     | 0    |
| 2018    | Ilbirs Biszkek      | Kirgistan  | Top-Liga          | ?     | ?    |

## Kariera reprezentacyjna
W reprezentacji Kirgistanu Ziemlanuchin zadebiutował 7 marca 2007 w przegranym 0:2 towarzyskim meczu z Kazachstanem. W 2019 roku powołano go do kadry na Puchar Azji.